# ハタガヤ
ハタガヤ Bulbostyllis barbata はカヤツリグサ科の植物の1つ。小柄な1年草で、束になって生じる茎の先端に多数の小穂を頭状に生じる。

## 特徴

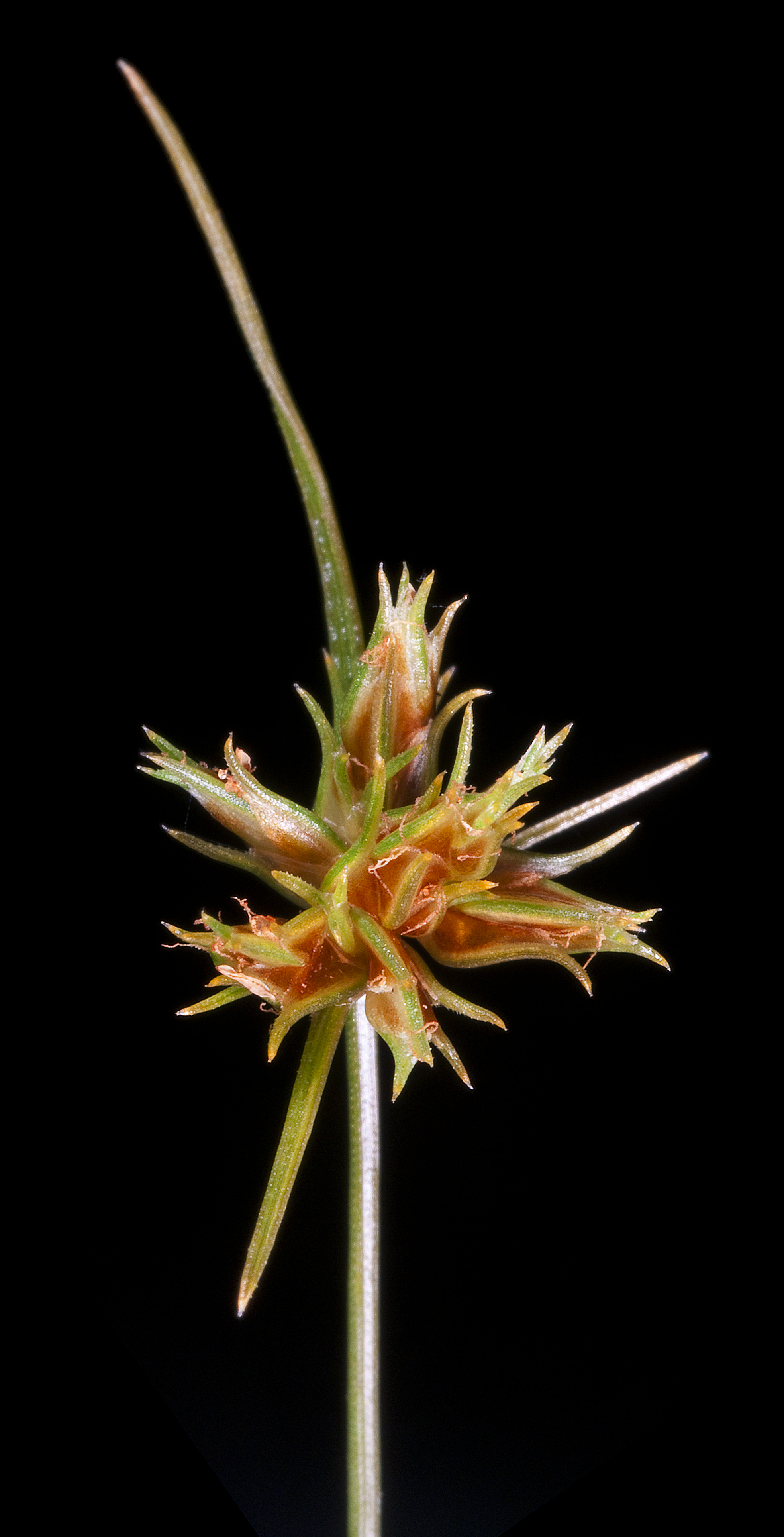
花序部分の拡大
鱗片の先端が反り返っているのが分かる

小柄な1年生の草本。根茎や匍匐形は発達せず、地上の茎や葉は多数が束になって生じる。葉は茎よりも短く、緑色で細い線形をしており、下部は広がり、基部は淡い褐色で膜状の鞘となって茎を包む。茎は痩せていて細く、高さ12-18cmほどになり、その基部にのみ葉をつける。
花期は秋で、茎の先端に単一の花序を着ける。花序は淡褐色の小穂が多数密集して頭状になったものである。総苞片は葉状で、長さの異なるもの複数からなり、長いものは長さ2cmになる。総苞片は1-3枚ある。花序は多数の小穂からなり、径は約5-10mm。個々の小穂は披針形で長さ3-8mm、鱗片はらせん状に配置し、それぞれに両性花を含む。鱗片は披針形で長さ約2mm、黄褐色で、先端は鋭い形で尖り、また外側に反り返る。果実は幅広い倒卵形で長さ約0.7mm、断面は3稜形で黄褐色に熟す。花柱の基部は盤状に膨らみ、この部分は雌しべが脱落しても果実の先端に残る。柱頭は3本に裂ける。
和名は畑ガヤで、畑地に生えることによる。

## 分布と生育環境
日本では本州から琉球列島に分布し、国外では朝鮮半島、中国、台湾からインド、インドネシア、オーストラリア、更に北アメリカに分布する。
海岸の日当たりのよい砂地や、海に近い日当たりのよい土地などに生える。平地の日当たりのよい畑地や荒れ地に見られる。

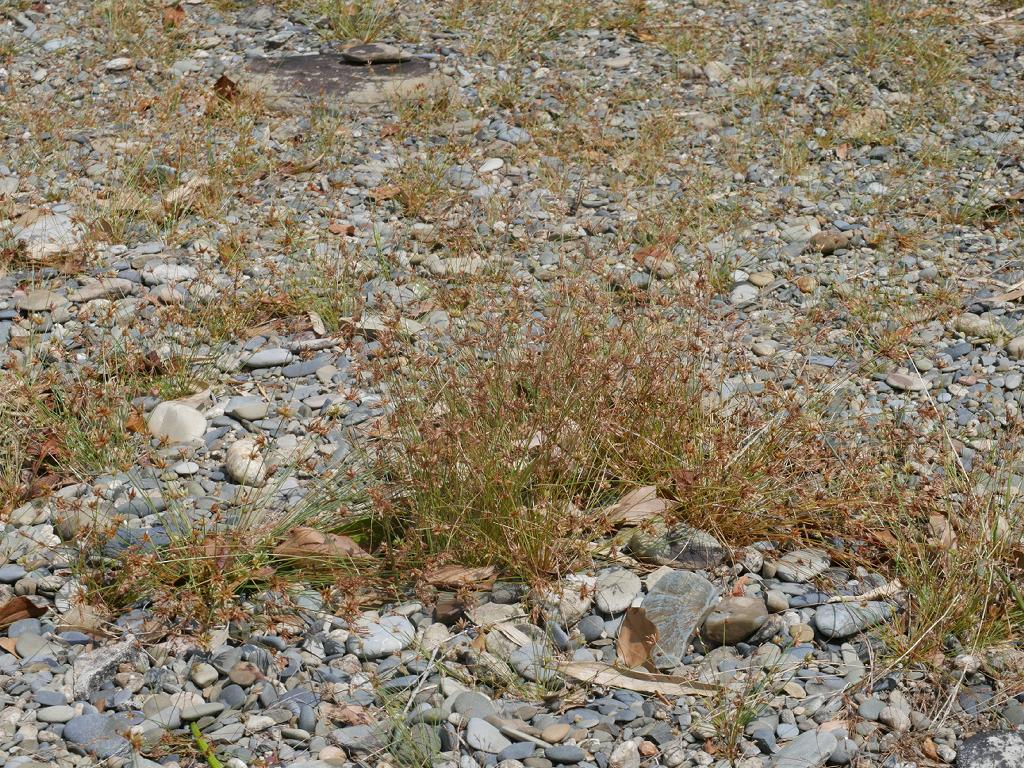
生育地 砂混じりの荒れ地に一面に生えている。
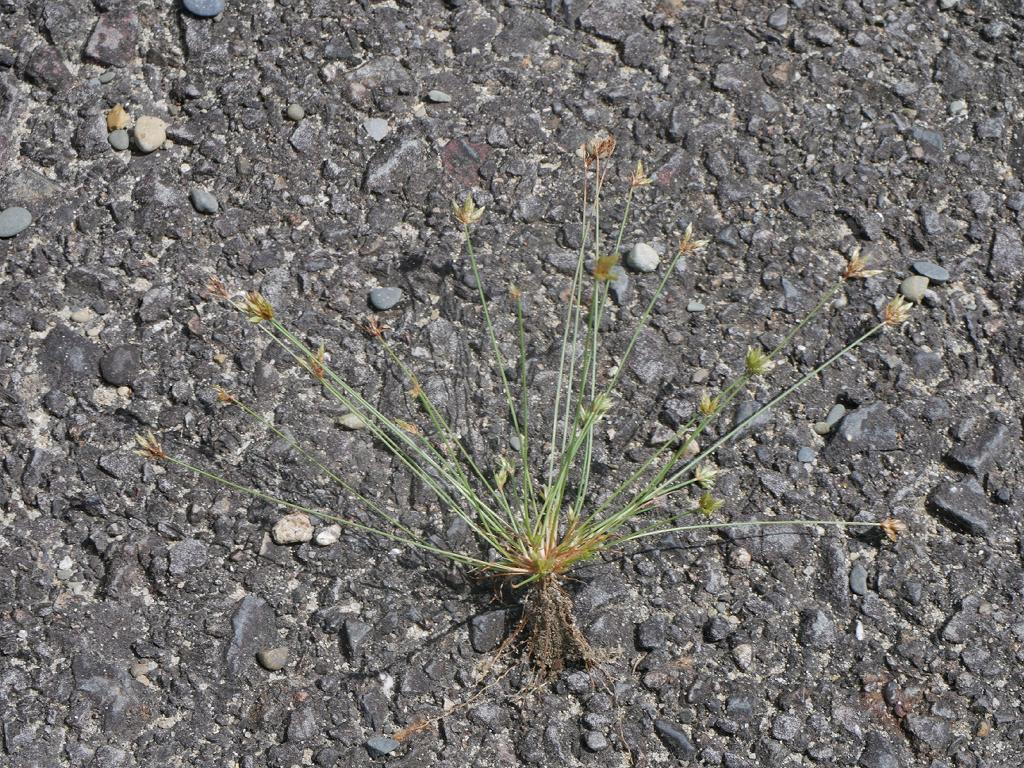
植物全体

## 近縁種、類似種など
ハタガヤ属の植物は世界に100種あるが、日本に分布するのはもう1種ある。イトハナビテンツキ B. densa は本種と同様の小柄な1年草で、その外見も多分に似ているが、小穂が複散房状、枝を出してまばらに生じるので区別は容易である。ただしこの種の変種であるイトテンツキ var. capitata は花序の枝が発達せず、小穂が頭状に集まる点で基本変種と異なり、その形は本種に似ている。ただしこれでは花序を構成する小穂が5-10個程度しかなく、ハタガヤの場合は小穂の数が10を超えて数多い点で区別できる。より形態的に重要な点としては本種では
本種では小穂の鱗片の色が淡く、先端が芒状に突き出して、その部分が外側に反り返るのに対して、イトテンツキ、イトハナビテンツキでは鱗片が栗褐色などより色濃く、先端はやや尖るものの突き出て反り返ることはない。
他の属では、テンツキ属のものが多くの点で似ているが、小穂が頭状に集まるものは少なく、また茎や葉が針状に細い点など、似ているものは少ない。分類上の区別としては、この属のものは花柱の基部がそのまま果実とつながり、脱落してそこに何も残らないのに対して、本属のものは花柱の基部が肥大して残る点で判別できる。